# ستيوارت هانكوك
ستيوارت هانكوك (بالإنجليزية: Stuart Hancock)‏ هو ملحن بريطاني، ولد في 5 أغسطس 1975.

## وصلات خارجية
- ستيوارت هانكوك على موقع IMDb (الإنجليزية)
- ستيوارت هانكوك على موقع ميوزك برينز (الإنجليزية)
- ستيوارت هانكوك على موقع ديسكوغز (الإنجليزية)
- ستيوارت هانكوك على موقع قاعدة بيانات الفيلم (الإنجليزية)